# 南勢多郡

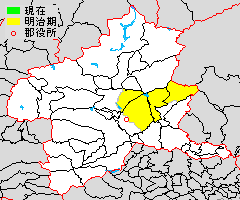
群馬県南勢多郡の範囲

南勢多郡（みなみせたぐん）は群馬県にあった郡。

## 郡域
1878年（明治11年）に行政区画として発足した当時の郡域は、下記の区域に相当する。
- 前橋市の一部
  - 山王町・西善町・中内町・東善町および山王町一・二丁目を除く広瀬川以東
  - 住吉町・平和町・岩神町・昭和町・国領町・若宮町・日吉町・城東町および千代田町・大手町の一部[1]
- 伊勢崎市の一部（磯町）
- 桐生市の一部（新里町各町・黒保根町各町）
- 渋川市の一部（北橘町各町・赤城町各町）
- みどり市の一部（東町各町・大間々町上神梅・大間々町下神梅・大間々町塩沢）

## 歴史
国郡里制から近世まで概ね継承された郡である勢多郡から、明治11年の郡区町村編制法施行に際して北勢多郡（赤城山北麓地域）を分離した残り大部分の地域で、郡制施行（群馬県では明治29年）後における勢多郡の大部分にもあたる。

### 郡発足までの沿革
- 「旧高旧領取調帳」に記載されている明治初年時点での、後の当郡域の支配は以下の通り。●は村内に寺社領が存在。幕府領は関東在方掛の岩鼻陣屋が管轄。（2町163村）

| 知行         | 知行           | 村数     | 村名 |
| ------------ | -------------- | -------- | --- |
| 幕府領       | 幕府領         | 1町 89村 | 奥沢村、高泉村、山上新町、山上後閑村、中武井村（武井村のうち）、磯村、深津村、堀越村、泉沢村、荒子村、飯土井村、上大屋村、鼻毛石村、大前田村、●新川村、塩沢村、小夜戸村、八木原村、上沖之郷、水沼村、●荻原村、●花輪村、小中村、●神戸村、草木村、沢入村、楡沢村、座間村、●上田沢村、下田沢村、上神梅村、下神梅村、●宿廻村、月田村、岩神村、国領村、上小出村、下小出村、萩村、荒牧村、日輪寺村、川端村、関根村、田口村、上箱田村、中箱田村、箱田村、下箱田村、真壁村、八崎村、分郷八崎村、深山村、棚下村、長井小川田村、清王寺村、一毛村、上細井村、下細井村、下細井村ノ内・田島村（田島村・現前橋市下細井町）、北代田村、青柳村、龍蔵寺村、幸塚村、●端気村、五代村、鳥取村、原之郷、小沢新田、引田村、中島村、田島村（現前橋市富士見町田島）、嶺村、小坂子村、皆沢新田、小暮村、不動堂村、石井村、漆窪村、市之木場村、米野村、山口村、上南室村、下南室村、持柏木村、滝沢村、北上野村、勝保沢村、小神明村、勝沢村、才川村、横室村 |
| 幕府領       | 旗本領         | 2村      | 小室村、樽村 |
| 藩領         | 上野前橋藩     | 1町 30村 | 前橋（一部）、三俣村、東片貝村、西片貝村、下沖之郷、上泉村、堤村、荻窪村、東上野村、野中村、堀之下村、小泉村、中亀村、石関村、上長磯村、下長磯村、女屋村、笂井村、今井村、小島田村、●宮関村、滝窪村、上増田村、富田村、市ノ関村、西大室村、天川大島村、上大島村、下大島村、小屋原村、駒形新田 |
| 藩領         | 山城淀藩       | 11村     | 樋越村、西柏倉村、東柏倉村、猫村、見立村、宮田村、荒口村、馬場村、室沢村、鶴ヶ谷村、前皆戸村 |
| 藩領         | 出羽松山藩     | 5村      | 中村、西田面村、女淵村、粕川組（女淵村のうち）、膳村、山上太郎左衛門分村 |
| 藩領         | 陸奥泉藩       | 5村      | 小林村、野村、一日市村、大久保村、板橋村 |
| 藩領         | 下野佐野藩     | 5村      | 下増田村、苗ヶ島村、新屋村、関村、山上内町村 |
| 藩領         | 武蔵岩槻藩     | 1村      | 下大屋村 |
| 藩領         | 前橋藩・淀藩   | 2村      | 江木村、三原田村 |
| 藩領         | 泉藩・岩槻藩   | 1村      | 武井村 |
| 藩領         | 泉藩・佐野藩   | 1村      | 横沢村 |
| 幕府領・藩領 | 幕府領・前橋藩 | 3村      | 二之宮村、新井村、溝呂木村 |
| 幕府領・藩領 | 幕府領・岩槻藩 | 3村      | 東大室村、●茂木村、●川原浜村 |
| 幕府領・藩領 | 幕府領・泉藩   | 2村      | 東田面村、込皆戸村 |
| 幕府領・藩領 | 旗本領・前橋藩 | 1村      | 津久田村 |
| その他       | 寺社領         | 1村      | 三夜沢村 |

- 1868年（慶応4年）6月17日 - 新政府が岩鼻陣屋に岩鼻県を設置。幕府領・旗本領を管轄。
- 明治初年（2町165村）
  - 前橋藩の領地替えにより、旗本領の全域および幕府領の一部（二之宮村、新井村、飯土井村、東大室村、上大屋村、茂木村、川原浜村、鼻毛石村、大前田村、込皆戸村、新川村、塩沢村、小夜戸村、八木原村、上沖之郷、水沼村、荻原村、花輪村、小中村、神戸村、草木村、沢入村、楡沢村、座間村、上田沢村、下田沢村、上神梅村、下神梅村、宿廻村、月田村、溝呂木村）が前橋藩領となる。
  - このころ三夜沢村が前橋藩領となる。
  - 三原田村のうち淀藩領が分村して上三原田村となる。
  - 東田面村のうち泉藩領が下東田面村、残部が上東田面村となる。
- 明治2年（1869年）6月 - 出羽松山藩が松嶺藩に改称。
- 明治4年（1871年）
  - 7月14日 - 廃藩置県により藩領が前橋県、淀県、泉県、松嶺県、佐野県、岩槻県の管轄となる。
  - 10月28日 - 第1次府県統合により全域が群馬県（第1次）の管轄となる。
- 明治5年（1872年）（2町163村）
  - 中箱田村が箱田村に合併。
  - 西柏倉村・東柏倉村が合併して柏倉村となる。
- 明治6年（1873年）
  - 6月15日 - 熊谷県の管轄となる。
  - 田島村（現・前橋市下細井町）が下細井村に合併。（2町162村）
- 明治7年（1874年） - 楡沢村が下田沢村に合併。（2町161村）
- 明治9年（1876年）（1町157村）
  - 8月21日 - 第2次府県統合により、熊谷県が武蔵国の管轄地域を埼玉県に合併して群馬県（第2次）に改称。当郡域は群馬県の管轄となる。
  - 山上新町・山上後閑村・山上太郎左衛門分村・山上内町村が合併して山上村となる。
  - 中島村・不動堂村が合併して時沢村となる。
  - 小泉村・中亀村が合併して亀泉村となる。

### 郡発足以降の沿革
- 明治11年（1878年）
  - 7月22日 - 郡区町村編制法の施行により、勢多郡のうち1町157村の区域をもって、行政区画としての南勢多郡が発足。「東群馬南勢多郡役所」が東群馬郡前橋曲輪町に設置され、同郡とともに管轄。
  - 宮関村が大胡町に改称。（2町156村）

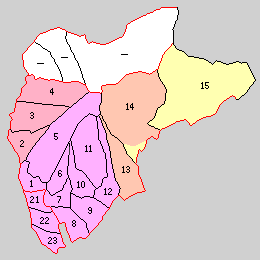
1.南橘村 2.北橘村 3.横野村 4.敷島村 5.富士見村 6.芳賀村 7.桂萱村 8.木瀬村 9.荒砥村 10.大胡村 11.宮城村 12.粕川村 13.新里村 14.黒保根村 15.東村（桃：前橋市 赤：渋川市 橙：桐生市 黄：みどり市 21 - 23は東群馬郡 －は北勢多郡）

- 明治22年（1889年）4月1日 - 町村制の施行により、以下の町村が発足。特記以外は現・前橋市。（15村）
  - 南橘村 ← 龍蔵寺村、下小出村、北代田村、上細井村、青柳村、下細井村、日輪寺村、荒牧村、関根村、川端村、上小出村、田口村、西群馬郡川原島新田
  - 北橘村 ← 箱田村、上箱田村、真壁村、八崎村、分郷八崎村、小室村、上南室村、下南室村、下箱田村（現・渋川市）
  - 横野村 ← 溝呂木村、勝保沢村、持柏木村、北上野村、上三原田村、三原田村、見立村、滝沢村、樽村、宮田村（現・渋川市）
  - 敷島村 ← 津久田村、猫村、長井小川田村、深山村、棚下村（現・渋川市）
  - 富士見村 ←  原之郷、引田村、横室村、石井村、漆窪村、山口村、田島村、市之木場村、米野村、小暮村、時沢村、小沢新田、皆沢新田
  - 芳賀村 ←  五代村、端気村、鳥取村、小坂子村、小神明村、嶺村、勝沢村
  - 桂萱村 ← 上泉村、荻窪村、石関村、堀之下村、亀泉村、三俣村、西片貝村、東片貝村、幸塚村、上沖之郷、下沖之郷、江木村、堤村
  - 木瀬村 ← 下大島村、上大島村、天川大島村、上長磯村、下長磯村、野中村、女屋村、駒形新田、下増田村、笂井村、小屋原村、小島田村、上増田村、東上野村
  - 荒砥村 ← 二之宮村、今井村、飯土井村、新井村、荒子村、下大屋村、富田村、荒口村、泉沢村、東大室村、西大室村
  - 大胡村 ← 大胡町、茂木村、河原浜村、堀越村、滝窪村、横沢村、樋越村、上大屋村
  - 宮城村 ← 鼻毛石村、市ノ関村、柏倉村、三夜沢村、馬場村、苗ヶ島村、大前田村
  - 粕川村 ← 女淵村、新屋村、込皆戸村、稲里村、深津村、西田面村、前皆戸村、上東田面村、下東田面村、一日市村、膳村、中村、室沢村、月田村
  - 新里村 ← 新川村、野村、小林村、山上村、関村、武井村、板橋村、奥沢村、鶴ヶ谷村、高泉村、大久保村（現・桐生市）
  - 黒保根村 ← 上神梅村、下神梅村、塩沢村（現みどり市大間々地域）、宿廻村、水沼村、上田沢村、八木原村、下田沢村（現・桐生市）
  - 東村 ← 花輪村、座間村、荻原村、小夜戸村、小中村、神戸村、草木村、沢入村（現・みどり市）
  - 前橋小柳町・前橋細ヶ沢町・前橋諏訪町・前橋向町・前橋神明町・岩神村・国領村・萩村・清王寺村・一毛村・才川村が東群馬郡前橋町の、磯村が佐位郡赤堀村のそれぞれ一部となる。
- 明治29年（1896年）4月1日 - 郡制の施行のため、「東群馬南勢多郡役所」の管轄区域をもって勢多郡（第2次）が発足。同日南勢多郡廃止。

## 行政
東群馬・南勢多郡長
| 代 | 氏名     | 就任年月日                | 退任年月日                | 備考         |
| -- | -------- | ------------------------- | ------------------------- | ------------ |
| 1  | 山形和平 | 明治11年（1878年）12月7日 | 明治14年（1881年）12月    |              |
| 2  | 三木泰象 | 明治15年（1882年）2月     | 明治17年（1884年）3月     |              |
| 3  | 大木親   | 明治17年（1884年）4月     | 明治17年（1884年）12月    |              |
| 4  | 八木始   | 明治19年（1886年）8月25日 | 明治23年12月6日           |              |
| 5  | 三木泰象 | 明治23年12月6日           | 明治27年（1894年）1月16日 | 依願免官     |
| 6  | 八木始   | 明治27年（1894年）1月16日 | 明治29年（1896年）3月31日 | 南勢多郡廃止 |